# بيير يانسن
بيير يانسن (بالفرنسية: Pierre Jansen)‏ هو ملحن فرنسي، ولد في 28 فبراير 1930 في روبيه في فرنسا، وتوفي في 13 أغسطس 2015 في Saint-Pierre-le-Déchausselat ‏.

## وصلات خارجية
- بيير يانسن على موقع IMDb (الإنجليزية)
- بيير يانسن على موقع ألو سيني (الفرنسية)
- بيير يانسن على موقع ميوزك برينز (الإنجليزية)
- بيير يانسن على موقع أول موفي (الإنجليزية)
- بيير يانسن على موقع قاعدة بيانات الأفلام السويدية (السويدية)
- بيير يانسن على موقع أول ميوزيك (الإنجليزية)
- بيير يانسن على موقع ديسكوغز (الإنجليزية)
- بيير يانسن على موقع قاعدة بيانات الفيلم (الإنجليزية)
- بيير يانسن على موقع كينوبويسك (الروسية)